# Крисякове
Крисякове — ботанічний заказник місцевого значення. Об'єкт розташований на території Маньківського району Черкаської області, в адмінмежах Дзензелівської сільської ради.
Площа — 8,2 га, статус отриманий у 2006 році.